# 490年代
490年代（よんひゃくきゅうじゅうねんだい）は、西暦（ユリウス暦）490年から499年までの10年間を指す十年紀。